# 金鐘獎藝術文化節目獎得獎列表
廣播金鐘獎藝術文化節目獎是由文化部影視及流行音樂產業局在臺灣舉辦的現行頒發獎項。

## 歷屆得獎暨入圍名單
|  | 獲獎者 |

### 藝術文化節目獎（第40屆～至今）
| 年度 （屆數）   | 廣播作品                                                                |
| --------------- | ----------------------------------------------------------------------- |
| 2005 （第40屆） | 《台灣心、鄉土情-聆聽台灣鄉土謳割之美》／教育廣播電臺台北臺             |
| 2005 （第40屆） | 《九腔十八調》／中國廣播股份有限公司苗栗廣播電臺                        |
| 2005 （第40屆） | 《在地美學館》／正聲廣播股份有限公司                                    |
| 2005 （第40屆） | 《自由風Bravo Taiwan》／財團法人中央廣播電臺                            |
| 2005 （第40屆） | 《游藝人間》／竹科廣播股份有限公司                                      |
| 2006 （第41屆） | 《自由風Bravo Taiwan》／財團法人中央廣播電臺                            |
| 2006 （第41屆） | 《台灣心鄉土情》／國立教育廣播電臺                                      |
| 2006 （第41屆） | 《台灣部落格喆》／國立教育廣播電臺                                      |
| 2006 （第41屆） | 《漫步藝文大道》／國立教育廣播電台彰化分臺                              |
| 2006 （第41屆） | 《說唱客家戲曲》／財團法人寶島客家廣播電台                              |
| 2007 （第42屆） | 《傳藝新樂園~傳藝經典．遇見人間瑰寶》／正聲廣播股份有限公司宜蘭廣播電臺 |
| 2007 （第42屆） | 《台灣心、鄉土情－聆聽台灣鄉土謳歌之美》／國立教育廣播電臺臺北總臺      |
| 2007 （第42屆） | 《在地美學館》／正聲廣播股份有限公司臺北調頻廣播電臺                    |
| 2007 （第42屆） | 《美的沉思．蔣勳時間》／竹科廣播股份有限公司                            |
| 2007 （第42屆） | 《欒樹下的歌聲》／竹科廣播股份有限公司                                  |
| 2008 （第43屆） | 《美的沈思．蔣勳時間》／竹科廣播股份有限公司                            |
| 2008 （第43屆） | 《在地美學館》／正聲廣播股份有限公司臺北調頻廣播電臺                    |
| 2008 （第43屆） | 《漫步藝文大道》／國立教育廣播電臺彰化分臺                              |
| 2008 （第43屆） | 《說唱百老匯》／財團法人中央廣播電臺                                    |
| 2008 （第43屆） | 《欒樹下的歌聲》／復興廣播電臺                                          |
| 2009 （第44屆） | 《在地美學館》／正聲廣播股份有限公司臺北調頻廣播電臺                    |
| 2009 （第44屆） | 《台灣部落格》／國立教育廣播電臺                                        |
| 2009 （第44屆） | 《客家戲》／財團法人中央廣播電臺                                        |
| 2009 （第44屆） | 《樂活幸福城－文化生活地圖》／竹科廣播股份有限公司                      |
| 2009 （第44屆） | 《閱讀音樂》／財團法人台北勞工教育電台基金會                            |
| 2010 （第45屆） | 《天下事客家心》／漢聲廣播電臺臺北總臺                                  |
| 2010 （第45屆） | 《今晚 我可以讀詩》／竹科廣播股份有限公司                               |
| 2010 （第45屆） | 《世界夢想音樂廳》／國立教育廣播電臺                                    |
| 2010 （第45屆） | 《台灣答嘴鼓》／台灣聲音廣播興業股份有限公司                            |
| 2010 （第45屆） | 《與我同行》／復興廣播電臺                                              |
| 2011 （第46屆） | 《今晚我可以讀詩》／竹科廣播股份有限公司                                |
| 2011 （第46屆） | 《文學居酒屋》／竹科廣播股份有限公司                                    |
| 2011 （第46屆） | 《建築美樂地》／漢聲廣播電臺臺北總臺                                    |
| 2011 （第46屆） | 《教育大不同》／國立教育廣播電臺高雄分臺                                |
| 2011 （第46屆） | 《與我同行》／復興廣播電臺                                              |
| 2012 （第47屆） | 《世界夢想音樂廳》／國立教育廣播電臺                                    |
| 2012 （第47屆） | 《大地和小徑》／高雄廣播電臺                                            |
| 2012 （第47屆） | 《心靈地圖》／漢聲廣播電臺臺北總臺                                      |
| 2012 （第47屆） | 《空中博物館》／內政部警政署警察廣播電臺臺北臺                          |
| 2012 （第47屆） | 《教育大不同之「悠遊於藝」》／國立教育廣播電臺高雄分臺                  |
| 2013 （第48屆） | 《美麗的臺灣》／財團法人中央廣播電臺                                    |
| 2013 （第48屆） | 《大地和小徑》／高雄廣播電臺                                            |
| 2013 （第48屆） | 《記憶音符》／內政部警政署警察廣播電臺臺南臺                            |
| 2013 （第48屆） | 《藝術好好玩》／飛碟廣播股份有限公司                                    |
| 2013 （第48屆） | 《藝饗人生》／竹科廣播股份有限公司                                      |
| 2014 （第49屆） | 《現在演哪齣》／內政部警政署警察廣播電臺總臺                            |
| 2014 （第49屆） | 《生活藝起來》／正聲廣播股份有限公司臺北廣播電臺                        |
| 2014 （第49屆） | 《品味台灣》／正聲廣播股份有限公司臺北調頻廣播電臺                      |
| 2014 （第49屆） | 《談天說地 講台灣》／財團法人中央廣播電臺                               |
| 2014 （第49屆） | 《閱讀音樂》／財團法人台北勞工教育電台基金會                            |
| 2015 （第50屆） | 《談天說地講臺灣》／財團法人中央廣播電臺                                |
| 2015 （第50屆） | 《我的綺想世界》／財團法人中央廣播電臺                                  |
| 2015 （第50屆） | 《建築美樂地》／漢聲廣播電臺臺北總臺                                    |
| 2015 （第50屆） | 《悠活臺北–跟著藝術輕旅行》／財團法人台北勞工教育電台基金會             |
| 2015 （第50屆） | 《焦點音樂》／好家庭廣播股份有限公司                                    |
| 2016 （第51屆） | 《我的綺想世界》／財團法人中央廣播電臺                                  |
| 2016 （第51屆） | 《文學居酒屋》／竹科廣播股份有限公司                                    |
| 2016 （第51屆） | 《文學邊城》／太陽廣播電台股份有限公司                                  |
| 2016 （第51屆） | 《音樂地球村》／復興廣播電臺                                            |
| 2016 （第51屆） | 《臺灣名角唱京戲》／財團法人中央廣播電臺                                |
| 2017 （第52屆） | 《閱讀在午后》／竹科廣播股份有限公司                                    |
| 2017 （第52屆） | 《世界夢想表演廳》／國立教育廣播電臺                                    |
| 2017 （第52屆） | 《動漫我要聽》／財團法人台北勞工教育電台基金會                          |
| 2017 （第52屆） | 《藍色電影院》／國立教育廣播電臺                                        |
| 2017 （第52屆） | 《鑼聲若響》／內政部警政署警察廣播電臺                                  |
| 2018 （第53屆） | 《客家金誠舞》／財團法人寶島客家廣播電台                                |
| 2018 （第53屆） | 《文學居酒屋》／竹科廣播股份有限公司                                    |
| 2018 （第53屆） | 《世界夢想表演廳》／國立教育廣播電臺                                    |
| 2018 （第53屆） | 《為愛朗讀》／內政部警政署警察廣播電臺                                  |
| 2018 （第53屆） | 《音樂地球村》／復興廣播電臺                                            |
| 2019 （第54屆） | 《建築新樂園》／財團法人台北勞工教育電台基金會                          |
| 2019 （第54屆） | 《文學居酒屋》／竹科廣播股份有限公司                                    |
| 2019 （第54屆） | 《世界夢想表演廳》／國立教育廣播電臺                                    |
| 2019 （第54屆） | 《我的綺想世界》／財團法人中央廣播電臺                                  |
| 2019 （第54屆） | 《戲曲星光大道》／臺北廣播電臺                                          |
| 2020 （第55屆） | 《生活AGOGO-說在地的故事》／全國廣播股份有限公司                        |
| 2020 （第55屆） | 《RTI放映室》／財團法人中央廣播電臺                                     |
| 2020 （第55屆） | 《山海族子民》／財團法人原住民族文化事業基金會                          |
| 2020 （第55屆） | 《世界夢想表演廳》／國立教育廣播電臺                                    |
| 2020 （第55屆） | 《聲動美術館》／財團法人中央廣播電臺                                    |
| 2021 （第56屆） | 《寶島記事簿》／國立教育廣播電臺                                        |
| 2021 （第56屆） | 《吹著南島的風》／嘉樂廣播事業股份有限公司                              |
| 2021 （第56屆） | 《客莊優勝美地》／財團法人客家公共傳播基金會                            |
| 2021 （第56屆） | 《張大春泡新聞—我們的老台北》／台灣全民廣播電台股份有限公司             |
| 2021 （第56屆） | 《源~藝識》／財團法人原住民族文化事業基金會                             |
| 2022 （第57屆） | 《世界夢想音樂廳》／國立教育廣播電臺                                    |
| 2022 （第57屆） | 《世界藝術文化之旅》／漢聲廣播電臺                                      |
| 2022 （第57屆） | 《張大春泡新聞—我們的老台北》／台灣全民廣播電台股份有限公司             |
| 2022 （第57屆） | 《臺灣文武》／財團法人中央廣播電臺                                      |
| 2022 （第57屆） | 《藝術歌曲的世界》／國立教育廣播電臺                                    |
| 2023 （第58屆） | 《世界夢想表演廳》／國立教育廣播電臺                                    |
| 2023 （第58屆） | 《The show must go on》／內政部警政署警察廣播電臺                       |
| 2023 （第58屆） | 《張大春泡新聞—我們的老台北》／台灣全民廣播電台股份有限公司             |
| 2023 （第58屆） | 《臺灣文武爿》／財團法人中央廣播電臺                                    |
| 2023 （第58屆） | 《戀戀曾文溪》／曾文溪廣播電台股份有限公司                              |
| 2024 （第59屆） | 《有緣千里・話音樂》／臺北廣播電臺                                      |
| 2024 （第59屆） | 《中山堂的流金歲月》／臺北廣播電臺                                      |
| 2024 （第59屆） | 《臺灣文武爿》／財團法人中央廣播電臺                                    |
| 2024 （第59屆） | 《戀戀曾文溪》／曾文溪廣播電台股份有限公司                              |
| 2024 （第59屆） | 《鑠奅聽唸歌》／內政部警政署警察廣播電臺臺中分臺                        |
| 2025 （第60屆） |                                                                         |
|                 |                                                                         |
|                 |                                                                         |
|                 |                                                                         |
|                 |                                                                         |

## 外部連結
- 廣播電視金鐘獎官方網站 （页面存档备份，存于）
- 歷屆廣播金鐘獎得獎入圍名單 （页面存档备份，存于），文化部影視及流行音樂產業局